# C. C. Catch/Diskografie
Diese Diskografie ist eine Übersicht über die musikalischen Werke der deutsch-niederländischen Pop-Rock-Sängerin C. C. Catch. Den Schallplattenauszeichnungen zufolge hat sie bisher mehr als 250.000 Tonträger verkauft. Ihre erfolgreichste Veröffentlichung ist das Album Big Fun mit über 100.000 verkauften Einheiten.

## Alben

### Studioalben
| Jahr | Titel                           | Höchstplatzierung, Gesamtwochen, AuszeichnungChartplatzierungen (Jahr, Titel, Platzierungen, Wochen, Auszeichnungen, Anmerkungen) | Höchstplatzierung, Gesamtwochen, AuszeichnungChartplatzierungen (Jahr, Titel, Platzierungen, Wochen, Auszeichnungen, Anmerkungen) | Höchstplatzierung, Gesamtwochen, AuszeichnungChartplatzierungen (Jahr, Titel, Platzierungen, Wochen, Auszeichnungen, Anmerkungen) | Höchstplatzierung, Gesamtwochen, AuszeichnungChartplatzierungen (Jahr, Titel, Platzierungen, Wochen, Auszeichnungen, Anmerkungen) | Anmerkungen                                                 |
| Jahr | Titel                           | DE | AT | CH | UK | Anmerkungen                                                 |
| ---- | ------------------------------- | --- | --- | --- | --- | ----------------------------------------------------------- |
| 1986 | Catch the Catch                 | DE6 (17 Wo.)DE | AT24 (2 Wo.)AT | CH8 (7 Wo.)CH | — | Erstveröffentlichung: 28. April 1986                        |
| 1986 | Welcome to the Heartbreak Hotel | DE28 (7 Wo.)DE | — | — | — | Erstveröffentlichung: 8. Dezember 1986 Verkäufe: + 50.000   |
| 1987 | Like a Hurricane                | DE30 (6 Wo.)DE | — | — | — | Erstveröffentlichung: 26. Oktober 1987                      |
| 1988 | Big Fun                         | DE53 (4 Wo.)DE | — | — | — | Erstveröffentlichung: 12. Dezember 1988 Verkäufe: + 100.000 |
| 1989 | Hear What I Say                 | DE75 (7 Wo.)DE | — | — | — | Erstveröffentlichung: 2. November 1989                      |

### Kompilationen
| Jahr | Titel                        | Höchstplatzierung, Gesamtwochen, AuszeichnungChartplatzierungen (Jahr, Titel, Platzierungen, Wochen, Auszeichnungen, Anmerkungen) | Höchstplatzierung, Gesamtwochen, AuszeichnungChartplatzierungen (Jahr, Titel, Platzierungen, Wochen, Auszeichnungen, Anmerkungen) | Höchstplatzierung, Gesamtwochen, AuszeichnungChartplatzierungen (Jahr, Titel, Platzierungen, Wochen, Auszeichnungen, Anmerkungen) | Höchstplatzierung, Gesamtwochen, AuszeichnungChartplatzierungen (Jahr, Titel, Platzierungen, Wochen, Auszeichnungen, Anmerkungen) | Anmerkungen                                              |
| Jahr | Titel                        | DE | AT | CH | UK | Anmerkungen                                              |
| ---- | ---------------------------- | --- | --- | --- | --- | -------------------------------------------------------- |
| 1988 | Diamonds – Her Greatest Hits | DE43 (5 Wo.)DE | — | — | — | Erstveröffentlichung: 6. Juni 1988 Verkäufe: + 50.000    |
| 1998 | Best Of ’98                  | DE76 (6 Wo.)DE | — | — | — | Erstveröffentlichung: 5. Oktober 1998 Verkäufe: + 50.000 |
| 2022 | The Best                     | DE63 (1 Wo.)DE | — | — | — | Erstveröffentlichung: 5. August 2022                     |

Weitere Kompilationen
- 1988: Strangers by Night
- 1989: C.C. Catch: Super 20
- 1989: Classics
- 1989: Super Disco Hits
- 1990: The Decade Remixes
- 1991: Backseat of Your Cadillac
- 1991: Star Collection
- 1994: Backseat of Your Cadillac – Second Edition
- 1994: Super Disco Hits – Second Edition
- 1999: Dance Hits and Remixes
- 2000: The Best of C. C. Catch – The Ultimate Collection
- 2000: Heartbreak Hotel
- 2001: MTV History
- 2003: Gwiazdy XX Wieku (VO: nur in Polen)
- 2003: In the Mix
- 2005: The 80’s Album
- 2005: Catch the Hits – The Ultimate Collection
- 2006: The Maxi Hit-Sensation (DJ Nonstop Mix)
- 2007: Ultimate C.C. Catch
- 2008: Greatest Hits (Star Mark Compilation) (VÖ nicht in Deutschland)
- 2011: 25th Anniversary Box
- 2016: The Greatest Disco Hits
- 2018: Greatest Hits

### EPs
- 1987: C.C. Catch

### Sampler
- 2004: Best Of Comeback United (mit Benjamin Boyce, Chris Norman, Coolio, Dynelle Rhodes, Emilia, Haddaway, Izora Armstead, Jazzy, Limahl und Markus als „Comeback United“)

## Singles

### Als Leadmusikerin
| Jahr | Titel Album                                         | Höchstplatzierung, Gesamtwochen, AuszeichnungChartplatzierungen (Jahr, Titel, Album, Platzierungen, Wochen, Auszeichnungen, Anmerkungen) | Höchstplatzierung, Gesamtwochen, AuszeichnungChartplatzierungen (Jahr, Titel, Album, Platzierungen, Wochen, Auszeichnungen, Anmerkungen) | Höchstplatzierung, Gesamtwochen, AuszeichnungChartplatzierungen (Jahr, Titel, Album, Platzierungen, Wochen, Auszeichnungen, Anmerkungen) | Höchstplatzierung, Gesamtwochen, AuszeichnungChartplatzierungen (Jahr, Titel, Album, Platzierungen, Wochen, Auszeichnungen, Anmerkungen) | Anmerkungen                                            |
| Jahr | Titel Album                                         | DE | AT | CH | UK | Anmerkungen                                            |
| ---- | --------------------------------------------------- | --- | --- | --- | --- | ------------------------------------------------------ |
| 1985 | I Can Lose My Heart Tonight Catch the Catch         | DE13 (15 Wo.)DE | AT24 (4 Wo.)AT | CH19 (7 Wo.)CH | — | Erstveröffentlichung: 29. Juli 1985                    |
| 1986 | ’Cause You’re Young Catch the Catch                 | DE9 (14 Wo.)DE | AT28 (2 Wo.)AT | CH8 (8 Wo.)CH | — | Erstveröffentlichung: 20. Januar 1986                  |
| 1986 | Strangers by Night Catch the Catch                  | DE9 (15 Wo.)DE | AT15 (10 Wo.)AT | CH11 (8 Wo.)CH | — | Erstveröffentlichung: 14. April 1986                   |
| 1986 | Heartbreak Hotel Welcome to the Heartbreak Hotel    | DE8 (16 Wo.)DE | AT22 (4 Wo.)AT | CH13 (5 Wo.)CH | — | Erstveröffentlichung: 1. September 1986                |
| 1986 | Heaven and Hell Welcome to the Heartbreak Hotel     | DE13 (9 Wo.)DE | — | CH19 (4 Wo.)CH | — | Erstveröffentlichung: 23. November 1986                |
| 1987 | Are You Man Enough Like a Hurricane                 | DE20 (10 Wo.)DE | — | CH28 (2 Wo.)CH | — | Erstveröffentlichung: 11. Mai 1987                     |
| 1987 | Soul Survivor Like a Hurricane                      | DE17 (13 Wo.)DE | — | — | UK96 (1 Wo.)UK | Erstveröffentlichung: 21. September 1987               |
| 1988 | House of Mystic Lights Diamonds – Her Greatest Hits | DE22 (15 Wo.)DE | — | — | — | Erstveröffentlichung: 16. Mai 1988                     |
| 1988 | Backseat of Your Cadillac Big Fun                   | DE10 (13 Wo.)DE | — | — | — | Erstveröffentlichung: 10. Oktober 1988                 |
| 1989 | Nothing But a Heartache Big Fun                     | DE39 (7 Wo.)DE | — | — | — | Erstveröffentlichung: 13. März 1989                    |
| 1989 | Big Time Hear What I Say                            | DE26 (15 Wo.)DE | — | — | — | Erstveröffentlichung: 25. September 1989               |
| 1998 | C.C. Catch Megamix ’98 Best of ’98                  | DE33 (11 Wo.)DE | — | — | — | Erstveröffentlichung: 28. September 1998 feat. Krayzee |
| 1999 | I Can Lose My Heart Tonight ’99 Best of ’98         | DE72 (6 Wo.)DE | — | — | — | Erstveröffentlichung: 11. Januar 1999 feat. Krayzee    |
| 2004 | Survivor Best of Comeback United                    | DE22 (6 Wo.)DE | AT50 (3 Wo.)AT | — | — | Erstveröffentlichung: 7. März 2004 mit Comeback United |

Weitere Singles
- 1984: The Good Bye (Optimal feat. C.C. Catch)
- 1985: Life is Eternity
- 1986: Jump in My Car
- 1988: Summer Kisses
- 1989: Baby I Need Your Love
- 1989: Good Guys Only Win in Movies
- 1990: Midnight Hour
- 1990: The Decade Remix (als 7″/12″ Vinyl)
- 1998: Soul Survivor ’98 (feat. Krayzee)
- 2003: Shake Your Head
- 2004: Silence (feat. Leela)
- 2004: Stumblin’ In (Chris Norman feat. C.C. Catch)
- 2009: Believe in Love (Supernature Power)
- 2010: I Can Lose My Heart Tonight 2010 (Juan Martínez feat. C.C. Catch)
- 2010: Unborn Love (Juan Martínez feat. C.C. Catch)
- 2014: Another Night in Nashville (mit Chris Norman)
- 2021: If You Love Me
- 2021: Is This Love
- 2022: Spirit (Who Am I)
- 2024: Heal Me

### Splits
- 1986: You Shot a Hole in My Soul / Mädchen Mädchen (C.C. Catch / G.G. Anderson)

## Videoalben
- 2005: Catch the Hits – The Ultimate Collection
- 2009: Video Collection

## Statistik

### Chartauswertung
|                     | DE    | AT    | CH    | UK    |
| ------------------- | ----- | ----- | ----- | ----- |
| Nummer-eins-Alben   | DE—DE | AT—AT | CH—CH | UK—UK |
| Top-10-Alben        | DE1DE | AT—AT | CH1CH | UK—UK |
| Alben in den Charts | DE8DE | AT1AT | CH1CH | UK—UK |

|                       | DE     | AT    | CH    | UK    |
| --------------------- | ------ | ----- | ----- | ----- |
| Nummer-eins-Singles   | DE—DE  | AT—AT | CH—CH | UK—UK |
| Top-10-Singles        | DE4DE  | AT—AT | CH1CH | UK—UK |
| Singles in den Charts | DE14DE | AT5AT | CH6CH | UK1UK |

### Auszeichnungen für Musikverkäufe
| Goldene Schallplatte - Polen - 1999: für das Album Best Of ’98 - Spanien - 1987: für das Album Welcome to the Heartbreak Hotel - 1988: für das Album Diamonds – Her Greatest Hits Platin-Schallplatte - Spanien - 1989: für das Album Big Fun |

| Land/RegionAuszeichnungen für Musikverkäufe (Land/Region, Auszeichnungen, Verkäufe, Quellen) | Gold     | Platin  | Verkäufe | Quellen          |
| -------------------------------------------------------------------------------------------- | -------- | ------- | -------- | ---------------- |
| Polen (ZPAV)                                                                                 | Gold1    | —       | 50.000   | olis.pl          |
| Spanien (Promusicae)                                                                         | 2× Gold2 | Platin1 | 200.000  | promusicae.es ES |
| Insgesamt                                                                                    | 3× Gold3 | Platin1 |          |                  |